# 克利本鎮區 (阿肯色州門羅縣)
克利本鎮區（英語：Cleburne Township）是位於美國阿肯色州門羅縣的一個行政鎮區。

## 地方資料
克利本鎮區的面積為65.30平方千米，當中陸地面積為65.26平方千米，而水域面積為0.04平方千米。根據2010年美國人口普查的數據，當地共有人口62人，而人口密度為每平方千米0.95人。